# Pietropaolo Parisio

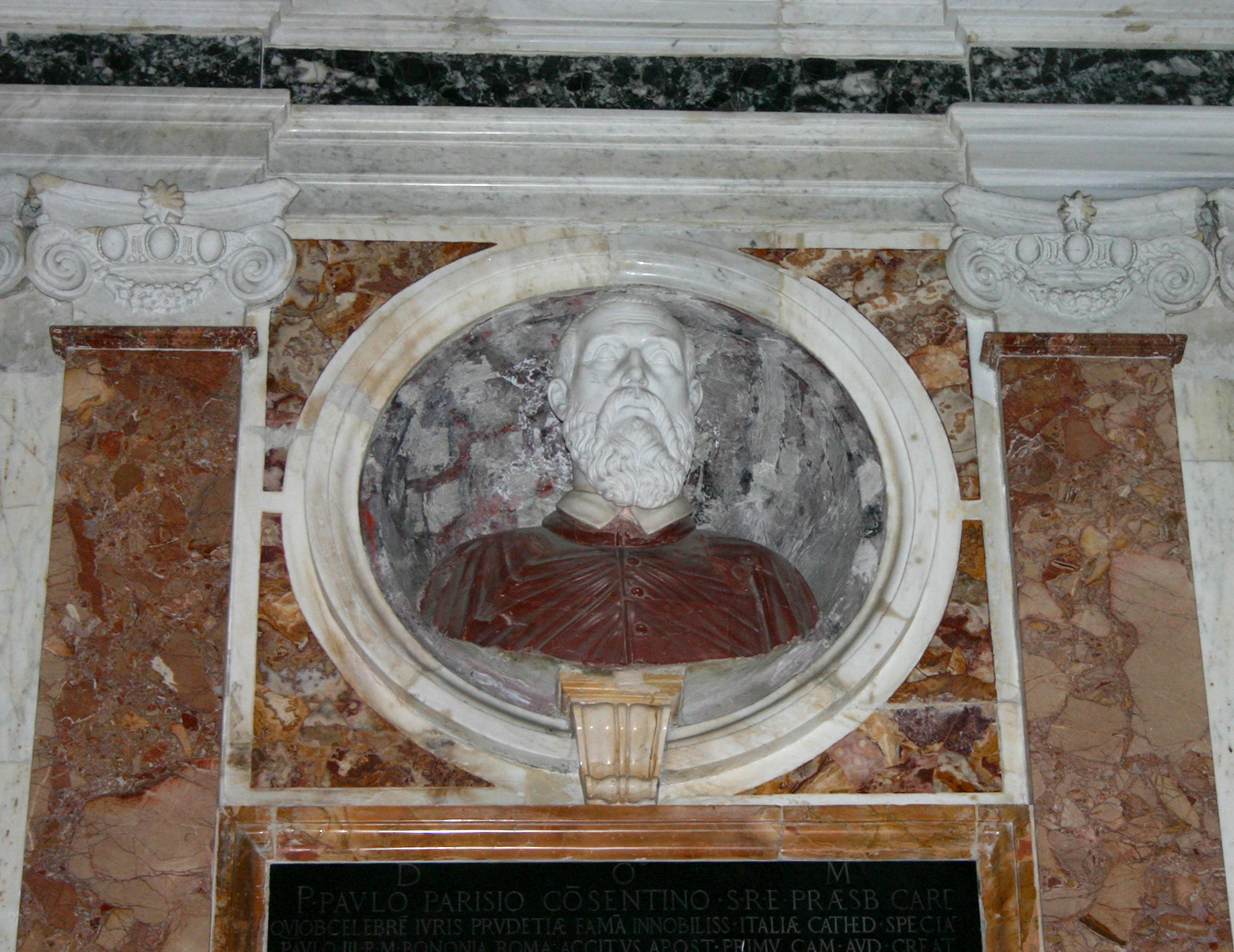
Grabmal in der Basilika Santa Maria degli Angeli e dei Martiri in Rom

Pietropaolo Parisio (auch Pietro Paolo oder Pier Paolo)  (* 1473 in Cosenza; † 11. Mai 1545 in Rom) war ein italienischer Kardinal und Jurist.

## Leben
Parisio, der in Cosenza als Sohn eines höheren Beamten und einer Französin geboren wurde, studierte Rechtswissenschaft an den Universitäten Padua und Bologna, wo er am 27. April 1499 bei dem Zivilrechtler Bartolomeo Sozzini zum Doctor iuris utriusque promoviert wurde. Anschließend heiratete er Gismonda, die Tochter von Jacopo di Tarsi, des 3. Barons von Belmonte, und war als Professor an der Universität Bologna tätig.
Nach dem Tod seiner Frau trat Parisio in den Klerikerstand und war ab 1514 im Archiv der Römischen Kurie tätig, der Vorgängereinrichtung des heutigen Vatikanischen Geheimarchivs. 1521 kehrte er an seine alte Wirkungsstätte in Padua zurück, wo er Vorlesungen im Zivilrecht sowie im Kanonischen Recht hielt. Die Veröffentlichung mehrerer seiner Vorlesungen verschaffte ihm ein beträchtliches Einkommen und machte ihn zu einem der bekannten Juristen seiner Zeit. Im September 1528 wurde Parisio zum Bischof von Anglona-Tursi gewählt, bevor er im Herbst 1531 einem Ruf an die Universität Bologna folgte, wo er Gehalt von 1.200 Dukaten pro Jahr bezog und unter anderem den spanischen Humanisten und späteren Erzbischof Antonio Agustín unterrichtete.
Am 2. August 1537 ernannte Papst Paul III. Parisio zum Generalauditor der Apostolischen Kammer. Wenige Monate später, am 11. Januar 1538, wurde Parisio zum Bischof von Nusco gewählt, ließ sich jedoch aufgrund seiner Verpflichtungen in Rom bei der Amtsführung meistenteils durch Vikare vertreten. Am 19. Dezember 1539 wurde er mit der Titelkirche Santa Balbina all’Aventino zum Kardinal erhoben.
1542 wurde Parisio, der als enger Vertrauter von Papst Paul III. galt, mit Giovanni Morone und Reginald Pole zum päpstlichen Legaten für das Konzil von Trient ernannt, das sich mit den Auswirkungen der Reformation auf die Kirche befassen sollte. Aufgrund des „Vierten Italienischen Krieges“ zwischen Kaiser Karl V. und Franz I. von Frankreich musste der Beginn des Konzils jedoch mit der Bulle Laetare Jerusalem auf 1545 verschoben werden, sodass Parisio an dem erst im Dezember 1545 und damit erst nach seinem Tod eröffneten Konzil nicht mehr teilnehmen konnte.
Vom 9. Januar 1544 bis zum 9. Januar 1545 war Parisio Kämmerer des Heiligen Kardinalskollegiums. Er starb am 11. Mai 1545 und wurde in der Basilika Santa Maria degli Angeli e dei Martiri in Rom beigesetzt.